# Banda Jachis
Banda Jachís es un grupo de música español de punk - rock y ska, con tintes de hardcore punk, blues, rock progresivo y reggae. Creada en 1997, sus canciones están llenas de denuncia social y optimismo.
Es un proyecto musical liderado por Javier Chispes (Javier Ruiz Cerdán, que también formó parte de Maniática, La Furia, Saltimpankis y Reincidentes) además de colaborar en el tema "Vota a nadie" del directo Algazara de Reincidentes. 
Actualmente la banda está formada por Javi Chispes (Maniática, La Furia, Saltimpankis y Reincidentes), Sergio Pérez (ínfimo), David Tomás, (Ingresó Cadáver), Javi Belze (Noun, Nähi) y Fran Ramos (Rumbo Canalla).

## Miembros
- Javi Chispes (guitarra y voz)
- Sergio (batería)
- David (guitarra)
- Javi Belze (bajo)

## Antiguos miembros
- Fran Ramos
- Dióscoro Pérez
- Abel Medrano - Actualmente en el grupo La Rue
- Joakin Tortosa - Actualmente en el grupo La Rue
- Juan Marín
- Ankel Cuartero
- Pau Martínez
- Lorenzo
- Karlos - Actualmente en el grupo Disidencia
- Txus  - Actualmente en el grupo Disidencia
- Maki - Actualmente en el grupo Obrint Pas
- Juan Pantxa
- César Pelontxo (César Colomer)
- Toño (Antonio Martínez)
- Maiki
- Luiggi (Luis Lozano)

## Discografía
- ¿Qué pasa en el mundo? (1997)
- Intereses creados (1999)
- Observa más que mira (2000)
- Para ti (2002)
- Nuevos tiempos, nuevos juegos (2012)

## Libros
- Canciones frustradas. (Desacorde Ediciones, 2019) de Javier Chispes